# Hell in My Heart
Hell in My Heart é o quarto álbum de estúdio da banda estadunidense Bobaflex. Ele foi lançado em 30 de agosto de 2011, pela BFX records. O álbum contém 16 canções, sendo quatro remasterizações do EP Chemical Valley, além do single "Bury Me with My Guns On". A sétima faixa, "Sing", é a primeira canção com a participação do baixista Jerod Mankin. O álbum contém um cover de Simon & Garfunkel, intitulado "The Sound of Silence".
O estilo e visual da banda mudou do Nu Metal para o Hard Rock.

## Faixas
| N.º            | Título                                              | Duração |  |
| 1.             | "Hell in My Heart (intro)"                          | 0:52    |  |
| 2.             | "Chemical Valley"                                   | 3:33    |  |
| 3.             | "Bury Me with My Guns On"                           | 3:34    |  |
| 4.             | "Low Life"                                          | 3:21    |  |
| 5.             | "Vampire"                                           | 3:31    |  |
| 6.             | "Playing Dead"                                      | 4:08    |  |
| 7.             | "Sing"                                              | 3:17    |  |
| 8.             | "Empty Man"                                         | 3:00    |  |
| 9.             | "Slave"                                             | 3:44    |  |
| 10.            | "Dangerous"                                         | 3:13    |  |
| 11.            | "Last Song"                                         | 3:42    |  |
| 12.            | "On That Night"                                     | 3:32    |  |
| 13.            | "Hate You"                                          | 3:08    |  |
| 14.            | "Rise"                                              | 3:06    |  |
| 15.            | "The Sound of Silence" (Cover by Simon & Garfunkel) | 3:05    |  |
| 16.            | "Pretty Razors" (Ao vivo)                           | 3:50    |  |
| Duração total: | Duração total:                                      | 52:39   |  |